# Sloup v Čechách
Sloup v Čechách là một làng thuộc huyện Česká Lípa, vùng Liberecký, Cộng hòa Séc.